# Nishikawa
Nishikawa (jap. 西川町 Nishikawa-machi) – miasto w Japonii, na wyspie Honsiu, w prefekturze Yamagata. Według danych na rok 2020 miejscowość zamieszkiwało 4 956 mieszkańców , a gęstość zaludnienia wyniosła 12,6 os./km².